# Atles (cartografia)

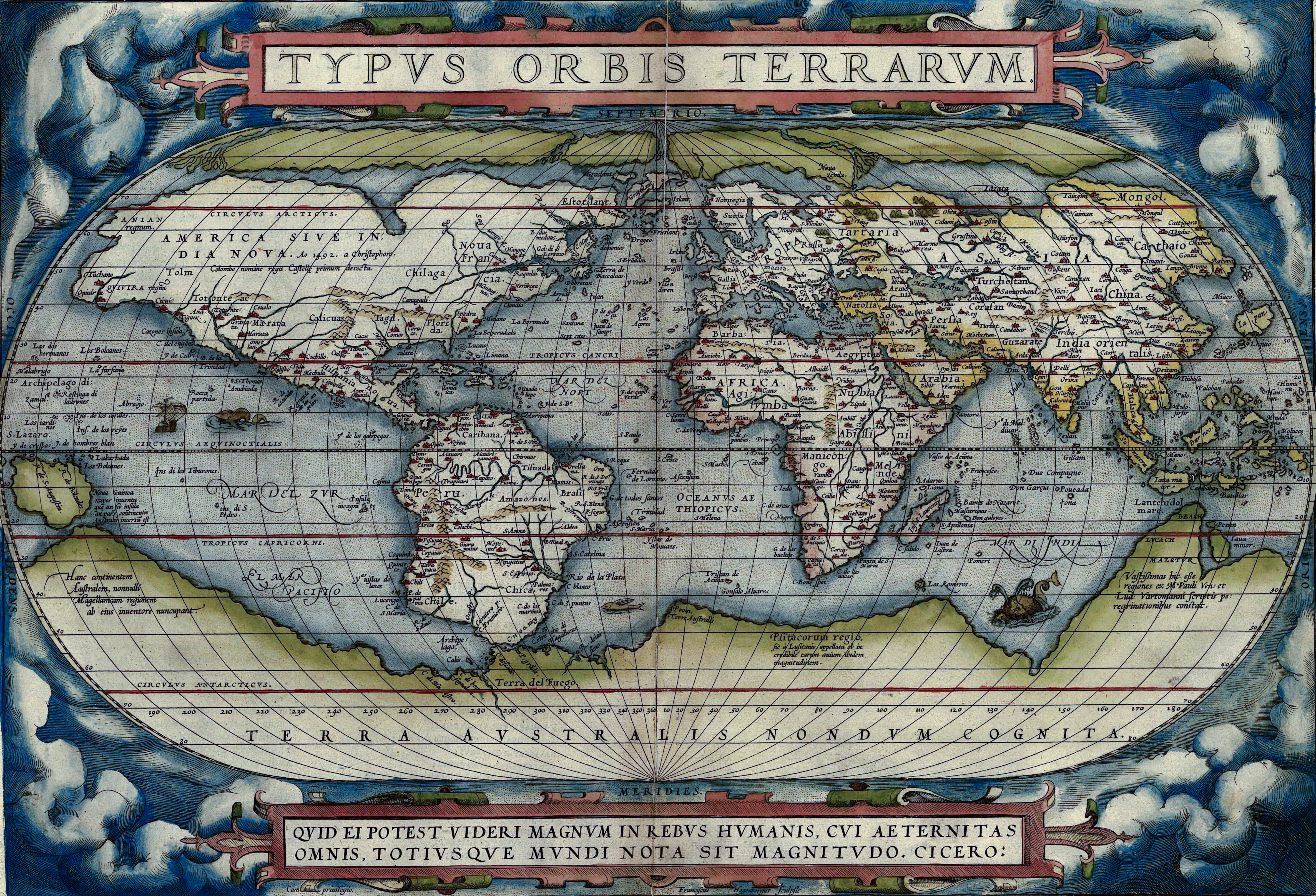
Mapamundi d'Abraham Ortelius publicat dins el Theatrum Orbis Terrarum (1570), un dels primers atles impresos.

Un atles o atlas és una obra composta de forma majoritària o exclusiva per il·lustracions planificades conjuntament segons un pla unitari. Fora de casos esporàdics, el terme atles es reserva, per pràctica consolidada, als atles d'anatomia humana (divulgatius o especialitzats); als atles de medicina (generalment especialitzats); i als atles cartogràfics, o simplement atles per excel·lència (i únics atles de què té consciència el gran públic).
Més específicament, doncs, un atles és una obra composta de forma majoritària o exclusiva per mapes planificats conjuntament segons un pla unitari. Així doncs, una mera recopilació de mapes d'origen divers no és pas un atles (pot ser, per exemple, una cartobibliografia).
Des de l'antiguitat hi ha hagut reculls de mapes en diverses cultures; per exemple, l'anomenat "atles" de Ptolemeu. Emperò, el primer atles, pròpiament dit, de la història fou el Theatrum Orbis Terrarum (Anvers, 1570), d'Abraham Ortelius (1527-1598). El segon, Atlas, sive Cosmographicae meditationes (Duisburg, 1595), de Gerardus Mercator (1512-1594), el títol del qual feia referència metafòrica al personatge mitològic d'Atles, donà el nom definitiu en aquesta tipologia documental.

## Ortografia
Convé explicitar que tradicionalment el mot atles s'escrivia atlas en català, com els altres cultismes presos del grec amb la terminació -as. El 7 de febrer de 1984 l'Institut d'Estudis Catalans adoptà les Noves normes ortogràfiques sobre els noms en -es, en funció de les quals aquests cultismes en -as passaven a grafiar-se en -es, en atenció a la pronúncia occidental. S'hi recomanava específicament d'escriure atles, tot i considerar admissible la forma tradicional atlas (sobretot en singular). Emperò, la nova grafia atles es popularitzarà celèricament, fins a esdevenir preferent en la segona edició de la GEC (1986) i exclusiva en el diccionari de l'Institut (1995).

## Tipologia
Des del punt de vista de la matèria tractada, els atles poden ésser:
- atles generals, sovint denominats atles geogràfics antonomàsticament: cartografien el territori amb totes les característiques bàsiques corresponents a la geografia física i humana, tals com orografia, hidrografia, límits territorials, etc. Exemples: Atles universal català, Atles dels Països Catalans.
- atles temàtics: cartografien el territori des del punt de vista pertinent a la matèria de què tracten; poden ésser atles lingüístics, atles històrics, atles socioeconòmics, atles polítics, atles climàtics, etc., etc. Exemples: Historical atlas of Central Europe, Atlas of the languages of the world, Atles lingüístic del domini català.

Des del punt de vista del territori cobert (punt essencial en tota obra cartogràfica), els atles poden ésser:
- atles universals, que cobreixen el món sencer. Exemples: Atles universal català, Atlas of the languages of the world.
- atles d'àmbit territorial restringit; poden ésser atles nacionals, atles estatals, atles regionals, atles comarcals, etc., etc. Exemples: Historical atlas of Central Europe, Atles lingüístic del domini català, Atles dels Països Catalans.

Els atles també es poden classificar segons el nivell d'especialització, és a dir, segons el públic potencial a què s'adrecen. Així tenim atles especialitzats, acadèmics o de recerca enfront atles divulgatius, atles escolars, atles infantils, etc., etc.
- exemples d'atles de recerca: tots els citats fins ara.
- exemples d'atles divulgatius: Atles mundial (Ed. Molino), Atles escolar del País Valencià, Atles de la "Reconquesta".

Naturalment, aquests paràmetres es poden combinar. Així, tant Atles universal català com Atles mundial (Ed. Molino) són atles generals ("geogràfics") d'àmbit universal, però el primer de recerca i el segon divulgatiu. Tant Atles dels Països Catalans com Atles escolar del País Valencià són atles generals ("geogràfics") d'àmbit restringit, però el primer de recerca i el segon divulgatiu. Tant Atlas of the languages of the world com Atles: geografia i història (Ed. Salma) són atles temàtics universals, però el primer de recerca i el segon divulgatiu. Tant Historical atlas of Central Europe com Atles de la "Reconquesta" són atles temàtics d'àmbit restringit, però el primer de recerca i el segon divulgatiu. Així mateix, tant Atles universal català com Atlas of the languages of the world són atles universals de recerca, però el primer general ("geogràfic") i el segon temàtic. Tant Atles dels Països Catalans com Historical atlas of Central Europe són atles de recerca territorialment restringits, però el primer general ("geogràfic") i el segon temàtic. Etc., etc.
El tipus d'atles més popular és el geogràfic universal, que pot ésser tant de recerca com divulgatiu o escolar.

## Grans atles universals de referència
- en català: Atles universal català[4][5] (des del 1983) i Atles universal (1999).
- en alemany: la històrica escola de Justus Perthes i Adolf Stieler.
- en anglès: The Times atlas of the world.[6]
- en francès: Atlas universel de géographie de Vivien de Saint-Martin i Schrader (1911).[7]
- en italià: Atlante internazionale del Touring club italiano[8] (1a ed., 1927), i, també, l'escola de l'Istituto geografico De Agostini, de Novara.[9]
- en espanyol: Atlas universal Aguilar[10] i, en particular, Gran atlas Aguilar.[11]
- en polonès: Atlas świata ('Atles universal').
- en rus: Bolxoi sovétskiï atlas mira[12] ('Gran atles universal soviètic', 1937-1939) i Atlas mira ('Atles universal').

## Els atles en llengua catalana

### Atles Català
L'Atles català (1375) és el mapa cartogràfic català més important de l'Edat Mitjana, atribuït al jueu mallorquí Cresques Abraham (1325-1387). No està signat ni datat, però se sap que la data aproximada de la seva producció és el 1375 pel registre que figura al calendari que l'acompanya.
Tot i que s'anomena «atles», de fet és un mapamundi o carta portolana dibuixat en sis fulls dobles de pergamí enganxats en panells plegables. Els dos primers consten d'una descripció cosmogràfica i d'un calendari lunisolar, mentre que els altres quatre comprenen una representació del món, molt realista de l'àrea mediterrània i, en canvi, força especulativa pel que fa al continent asiàtic.
A desgrat de partir d'una tradició cartogràfica de renom universal, la cultura catalana mancà d'atles en llengua pròpia fins al darrer quart del segle xx, a causa de les habituals interferències de caràcter politicoadministratiu i economicofinancer.

### Atles pròpiament dits
El primer atles publicat en llengua catalana fou un d'altament especialitzat, necessàriament sense impacte en el gran públic: Atlas Lingüístic de Catalunya (1a ed., truncada, 1923-1939), d'Antoni Griera.
El primer atles general publicat en llengua catalana --i el segon atles en català en termes absoluts-- fou el venerable atles Diàfora (Atlas de Catalunya: geogràfic, econòmic, històric, 1974), el qual, tot i circumscriure's al Principat, marcà una fita en la història del llibre català.
A partir de 1979 es produeix un esplet d'atles en llengua catalana. Avui n'hi ha a desenes, tant de generals com de temàtics; tant d'universals com de nacionals, regionals, comarcals, etc.; tant de recerca (d'alt nivell) com de divulgatius (amb molts d'escolars); tant de producció pròpia com de traduïts o adaptats.
El primer atles universal de recerca homologable internacionalment, Atles universal català, aparegué el 1983 (aportant a la cartografia universal una magnífica secció de mapes dels Països Catalans) com a complement cartogràfic de la GEC; se n'han fet diverses reedicions i reimpressions, i ha estat l'atles de referència fins molt recentment.
El 1999 es publica un altre atles universal català de nivell universitari i acadèmic que és encara més monumental: Atles universal, obra conjunta d'Enciclopèdia Catalana i de l'Institut Cartogràfic de Catalunya. Obtingué el premi de l'Associació Cartogràfica Internacional (ICA-ACI) al millor atles produït al món durant el bienni 1998-1999.
Entre els atles de recerca disponibles en català, destaquen, per indicar-ne de referits al territori propi:
- els atles lingüístics del domini català.
- els atles generals que tenen com a àmbit territorial el conjunt del domini lingüístic: Atles dels Països Catalans[17] (Enciclopèdia Catalana-Institut Cartogràfic de Catalunya, 2000); Atles geogràfic i històric dels Països Catalans (El Temps, 2003).
- els grans atles generals d'àmbit regional o "de país": Atlas de la Catalunya Nord[18] (1977), de Joan Becat; Atlas d'Andorra[19] (1989 i 1991), oficial; Atles de les Illes Balears[20] (1995, general i històric); Atles de la Gran enciclopèdia de Mallorca (1991).[21]
- els atles històrics, siguin d'àmbit nacional, regional o altre: Cartografia històrica dels Països Catalans[22] (2000), primer atles històric dels Països Catalans (aparegut com a volum cartogràfic de la monumental Història, política, societat i cultura dels Països Catalans); Atles històric: Andorra, Catalunya, Illes Balears, País Valencià (2010), aplec de l'aparat cartogràfic de la citada Història; els citats Atles geogràfic i històric dels Països Catalans i Atles de les Illes Balears; Atles històric d'Andorra (1987, en curs de publicació); Atles històric de Catalunya (1995); Atles d'història de Mallorca (2006); Atles dels comtats de la Catalunya carolíngia (1998, en curs de publicació); Catalònia religiosa (1991); Catalans al món (2009)...

## Etimologia del motatles
Un cop acceptada la forma esfèrica de la Terra i el seu percurs a l'entorn del cel, la primera 
edició de mapes geogràfics de Gerardus Mercator (1595), duia a la portada la imatge del tità Atlas 
carregat de la bola del món. Per això d'aleshores ençà s'anomenem atles els conjunts de mapes. La mitologia grega diu que Zeus va castigar aquest gegant forçut a suportar el pes del cel 
(un element massís, segons els antics) sobre les espatlles. Hom l'imaginava sostenint les 
columnes que, segons ell, separaven el cel de la Terra. És molt probable que els antics 
navegants aventurers, en veure prop de la costa africana un cim nevat i tan alt que semblava 
incrustat al cel (4.165 metres), creguessin que era el mateix Atlas d'Homer i li donessin el nom 
del tità. Tampoc no és estrany que l'immens oceà que Atlas vigilava del Marroc estant fos anomenat Atlàntic.